# 中央基地システム通信隊
中央基地システム通信隊（ちゅうおうきちシステムつうしんたい JGSDF Central Base System Signal Unit）は、陸上自衛隊市ヶ谷駐屯地に隊本部が駐屯するシステム通信団隷下のシステム通信科部隊である。基地システム通信部隊であり、防衛省市ヶ谷地区をはじめとする基地間通信ネットワークの維持・整備・更新等を担当する。

## 概要・任務
陸上幕僚監部および防衛省市ヶ谷地区所在の陸上自衛隊各部隊、陸上総隊司令部のための基地システム通信組織の構成・維持・運営を主任務とするほか、同じく防衛省の庁舎B棟にある自衛隊サイバー防衛隊、海上自衛隊システム通信隊群および航空自衛隊航空システム通信隊と連携し防衛中枢の通信組織の維持管理を行っている。中央通信系の担当であり、地方通信系は方面システム通信群の担当となる。隊長は1等陸佐（二）が充てられ陸上自衛隊の基地通信組織の統括を行う特性上、原則として方面システム通信群長の経験者が補職される。
| 通信区分 | 陸上幕僚監部等         | 方面隊                                  | 師団・旅団                              | 連隊等                                  |
| 基地通信 | 中央基地システム通信隊 | 方面システム通信群/基地システム通信大隊 | 方面システム通信群/基地システム通信大隊 | 方面システム通信群/基地システム通信大隊 |
| 野外通信 | 中央野外通信群         | 方面システム通信群                      | 師団通信大隊・旅団通信隊                | 連隊本部管理中隊通信小隊等              |

## 沿革
固定通信群
- 1954年（昭和29年）9月25日：防衛庁長官直轄部隊として固定通信群が越中島駐屯地において創隊。

中央基地通信隊
- 1960年（昭和35年）1月14日：通信団新編に伴い、固定通信群が廃止・改編され同団隷下部隊の中央基地通信隊として編成完結。

※新編時の編成：隊本部および本部付隊、電話中隊、搬送中隊（市ヶ谷駐屯地）・信務電信中隊（檜町駐屯地）
- 1994年（平成06年）11月28日：東部方面総監部の朝霞駐屯地移駐に伴い、電報処理業務を東部方面通信群から移管[3]。
- 2000年（平成12年）3月28日：檜町駐屯地の廃止に伴い、信務電信中隊が市ヶ谷駐屯地へ移駐。

中央基地システム通信隊
- 2004年（平成16年）3月29日：中央システム管理隊の一部と信務電信中隊を再編し、中央基地通信隊を中央基地システム通信隊に改編。
- 2018年（平成30年）
  - 3月27日：通信団が防衛大臣直轄から陸上総隊隷下のシステム通信団に改編[1]。
  - 3月：システム信務電信隊の一部を朝霞駐屯地および十条駐屯地に分派。
- (時期不明)：朝霞駐屯地内の送信所を廃止。
- (時期不明)：信務電信隊を廃止。
- (時期不明)：搬送中隊が搬送隊に縮小改編。

## 部隊編成
別記がなければ市ヶ谷駐屯地に駐屯
- 中央基地システム通信隊本部
- 中央基地システム通信隊本部付隊（部隊統括業務、各種回線の統制業務等）
  - 付隊本部
  - 隊本部班
  - 警備班
- 電話中隊：有線通信の構成・維持・運営（防衛省の声の窓口業務、駐屯地内の電話工事等）
  - 中隊本部
  - 電話隊
- システム信務電信隊：固定型システムの構成・維持・運営（各種システムの維持・運営業務、電報処理の業務）
  - 隊本部
  - 信務電信隊
  - システム運営隊
    - 十条派遣隊（十条駐屯地）：補給統制本部のためのシステム通信の維持管理を担任[1]

  - ネットワーク運営隊
    - 朝霞派遣隊（朝霞駐屯地）：陸上総隊司令部のためのシステム通信の維持を担任[1]
- 搬送隊[4]：多重通信の構成・維持・運営（衛星回線の構成、防衛マイクロ回線の維持等）
  - 隊本部
  - 搬送隊
  - 送信所隊

### 廃止部隊
- システム信務電信隊信務電信隊：時期不明

## 主要幹部
| 官職名                   | 階級    | 氏名   | 補職発令日     | 前職                          |
| ------------------------ | ------- | ------ | -------------- | ----------------------------- |
| 中央基地システム通信隊長 | 1等陸佐 | 鈴木実 | 2024年03月04日 | 陸上自衛隊通信学校第1教育部長 |

| 代 | 氏名       | 在職期間                        | 前職                       | 後職                                       |
| -- | ---------- | ------------------------------- | -------------------------- | ------------------------------------------ |
| 01 | 高橋孫三郎 | 1954年09月25日 - 1955年11月15日 |                            | 陸上自衛隊通信補給処長 兼 立川駐とん地司令 |
| 02 | 磯部只輔   | 1955年11月16日 - 1956年08月15日 |                            | 陸上自衛隊通信学校副校長                   |
| 03 | 曾良孝成   | 1956年08月16日 - 1958年07月31日 | 建設本部通信建設課長       | 西部方面総監部通信課長                     |
| 04 | 中原正行   | 1958年08月01日 - 1959年07月31日 | 第1通信群長                | 陸上自衛隊通信学校長 兼 久里浜駐とん地司令 |
| 未 | 高木威勲   | 1959年08月01日 - 1960年01月13日 | 陸上幕僚監部通信課総括班長 | 通信団副団長                               |

| 代 | 氏名     | 在職期間                        | 前職                                             | 後職                                      |
| -- | -------- | ------------------------------- | ------------------------------------------------ | ----------------------------------------- |
| 01 | 三上憲次 | 1960年01月14日 - 1963年03月15日 | 固定通信群本部付                                 | 通信団本部付 →1963年8月29日 停年退官      |
| 02 | 高木憲   | 1963年03月16日 - 1965年07月15日 | 第101通信技術教育隊長                            | 通信団本部付 →1966年1月1日 退職           |
| 03 | 本庄政治 | 1965年07月16日 - 1968年07月15日 | 陸上幕僚監部通信課通信運用班長                   | 通信団本部付 →1969年2月21日 停年退官      |
| 04 | 小牧利治 | 1968年07月16日 - 1971年07月15日 | 陸上自衛隊通信学校総務部長                       | 通信団本部勤務 →1972年1月1日 退職         |
| 05 | 竹原虎男 | 1971年07月16日 - 1973年07月15日 | 陸上幕僚監部第2部別室企画室長                    | 通信団本部勤務 →1974年1月1日 退職         |
| 06 | 塚本弘滿 | 1973年07月16日 - 1974年07月15日 | 陸上自衛隊通信学校第2教育部長                    | 通信団副団長                              |
| 07 | 西方勉   | 1974年07月16日 - 1976年03月15日 | 陸上幕僚監部通信課運用班長                       | 通信団副団長                              |
| 08 | 本田武   | 1976年03月16日 - 1977年03月15日 | 中部方面通信群長                                 | 通信団本部付 →1977年6月19日 停年退官      |
| 09 | 大越正和 | 1977年03月16日 - 1979年07月31日 | 通信団本部高級幕僚                               | 通信団本部勤務 →1980年1月1日 停年退官     |
| 10 | 那須義光 | 1979年08月01日 - 1981年03月15日 | 陸上自衛隊通信補給処整備部長                     | 通信団副団長                              |
| 11 | 村上匡佑 | 1981年03月16日 - 1982年08月01日 | 陸上自衛隊通信補給処企画室長                     | 通信団本部勤務 →1983年2月27日 停年退官    |
| 12 | 山口正男 | 1982年08月02日 - 1983年07月31日 | 中央野外通信群長                                 | 第4師団司令部勤務 →1983年12月1日 停年退官 |
| 13 | 下山一成 | 1983年08月01日 - 1985年08月07日 | 通信監査隊長                                     | 陸上自衛隊通信学校研究員                  |
| 14 | 坂部猛和 | 1985年08月07日 - 1987年03月15日 | 陸上自衛隊通信補給処企画室長                     | 陸上自衛隊通信補給処整備部長              |
| 15 | 藤本晶士 | 1987年03月16日 - 1989年07月31日 | 第1電子隊長                                      | 通信団副団長                              |
| 16 | 山口透   | 1989年08月01日 - 1991年07月31日 | 技術研究本部技術開発官 （陸上担当）付第4開発室長 | 退職                                      |
| 17 | 川崎淺夫 | 1991年08月01日 - 1993年07月31日 | 陸上自衛隊通信補給処補給部長                     | 通信団本部勤務 →1994年3月26日 定年退官    |
| 18 | 阪吉三   | 1993年08月01日 - 1995年07月31日 | 陸上自衛隊北海道地区補給処 通信部長              | 陸上自衛隊通信補給処副処長                |
| 19 | 西分幸夫 | 1995年08月01日 - 1997年07月31日 | 防衛大学校教授                                   | 通信団副団長                              |
| 20 | 岩本哲彌 | 1997年08月01日 - 1998年07月31日 | 第1電子隊長                                      | 通信団副団長                              |
| 21 | 吉田義輝 | 1998年08月01日 - 2000年07月31日 | 陸上幕僚監部装備部通信電子課                     | 防衛施設庁建設部通信課長                  |
| 22 | 佐野一彦 | 2000年08月01日 - 2002年03月21日 | 陸上幕僚監部装備部通信電子課 通信器材班長        | 北部方面後方支援隊副隊長                  |
| 未 | 木下典夫 | 2002年03月22日 - 2004年03月28日 | 陸上幕僚監部装備部通信電子課 電子器材班長        | 中央基地システム通信隊長                  |

| 代 | 氏名       | 在職期間                        | 前職                                     | 後職                                 |
| -- | ---------- | ------------------------------- | ---------------------------------------- | ------------------------------------ |
| 01 | 木下典夫   | 2004年03月29日 - 2004年11月30日 | 中央基地通信隊長                         | 通信団副団長                         |
| 02 | 内田匡昭   | 2004年12月01日 - 2006年07月31日 | 情報本部勤務                             | 東千歳駐屯地業務隊長                 |
| 03 | 竹田重樹   | 2006年08月01日 - 2009年03月31日 | 第6師団司令部監察官                      | 東部方面総監部監察官                 |
| 04 | 橋本純一   | 2009年04月01日 - 2011年04月18日 | 情報本部勤務                             | 通信団副団長                         |
| 05 | 須藤二男   | 2011年04月19日 - 2011年11月30日 | 陸上自衛隊通信学校第1教育部長            | 通信団副団長                         |
| 06 | 花田順一朗 | 2011年12月01日 - 2013年03月31日 | 陸上自衛隊研究本部総合研究部 第4研究課長 | 陸上自衛隊幹部候補生学校総務部長     |
| 07 | 中内裕     | 2013年04月01日 - 2015年03月31日 | 陸上自衛隊通信学校第1教育部長            | 陸上自衛隊通信学校副校長 兼 企画室長 |
| 08 | 長尾典忠   | 2015年04月01日 - 2017年07月31日 | 陸上自衛隊通信学校第1教育部長            | 陸上自衛隊研究本部主任研究開発官     |
| 09 | 丹間章人   | 2017年08月01日 - 2019年07月31日 | 陸上自衛隊通信学校第1教育部長            | システム通信団副団長                 |
| 10 | 小松広志   | 2019年08月01日 - 2022年07月31日 | 陸上自衛隊通信学校第1教育部長            | システム通信団副団長                 |
| 11 | 一戸信逸   | 2022年08月01日 - 2024年03月03日 | 陸上自衛隊教育訓練研究本部勤務           | 退職                                 |
| 12 | 鈴木実     | 2024年03月04日 -                | 陸上自衛隊通信学校第1教育部長            |                                      |